# Todd (musikalbum)
Todd är ett album av Todd Rundgren, utgivet i februari 1974. Rundgren fortsätter på albumet med den lite mer experimentella musik han spelat på föregångaren A Wizard, a True Star, och visar därmed att detta varit mer än en tillfälligt avsteg från den lättare popmusik han spelat tidigare.
Albumet blev som bäst 54:a på Billboardlistan.

## Låtlista
Samtliga låtar skrivna av Todd Rundgren, om inte annat anges.
1. "How About a Little Fanfare?" - 0:57
2. "I Think You Know" - 2:51
3. "The Spark of Life" - 6:42
4. "An Elpee's Worth of Toons" - 2:08
5. "A Dream Goes on Forever" - 2:21
6. "Lord Chancellor's Nightmare Song" (William S. Gilbert, Arthur Sullivan) - 3:32
7. "Drunken Blue Rooster" - 3:00
8. "The Last Ride" - 4:48
9. "Everybody's Going to Heaven/King Kong Reggae" - 6:36
10. "No. 1 Lowest Common Denominator" - 5:12
11. "Useless Begging" - 3:26
12. "Sidewalk Cafe" - 2:28
13. "Izzat Love?" - 1:53
14. "Heavy Metal Kids" - 4:18
15. "In and Out the Chakras We Go (Formerly - Shaft Goes to Outer Space)" - 5:47
16. "Don't You Ever Learn?" - 6:03
17. "Sons of 1984" - 4:32